# والد (فالتس علیا)
والد (به آلمانی: Wald) یک شهر در آلمان است که در Cham واقع شده‌است.